# Explorer 17
Explorer 17 war ein Satellit der USA, der am 3. April 1963 im Rahmen des Explorer-Programms erfolgreich gestartet wurde. Der Satellit wurde auch als Atmosphere Explorer-A (AE-A) bezeichnet.

## Start
Der 185 kg schwere Satellit wurde am 3. April 1963 um 1:55 Uhr UTC mit einer Rakete vom Typ Delta B von der Startrampe LC-17 der Cape Canaveral Air Force Station gestartet.

## Mission
Missionsziel war die Erforschung der oberen Schichten der Erdatmosphäre. Damit äußere Einflüsse der Erdatmosphäre die Forschungsergebnisse nicht beeinträchtigen, wurden die Instrumente versiegelt.

## Instrumente
Mitgeführt wurden vier Manometer zur Messung der Neutronendichte, zwei Spektrometer zur Ermittlung der Partikelkonzentration sowie zwei Langmuir-Sonden zur Messung der Ionenkonzentration und der Elektronentemperatur.
Bedingt durch den Ausfall der Batterien am 10. Juli 1963 konnten nur noch drei der vier Manometer eingesetzt werden. Während beide Sonden weiterarbeiteten, fiel eines der Spektrometer aus, das andere arbeitete nur noch mit Unterbrechungen.

## Verbleib des Satelliten
Nach 1325 Tagen wurde am 24. November 1966 die Absenkung des Orbits eingeleitet, damit der Satellit in der Erdatmosphäre verglühen konnte.